# Метеостанция Кара-Тюрек

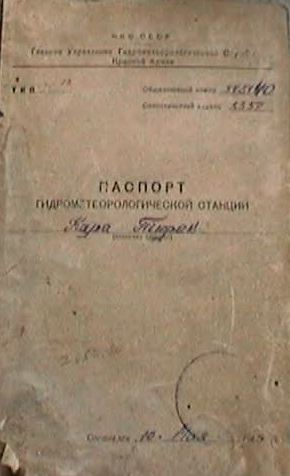
Паспорт метеостанции (обложка)

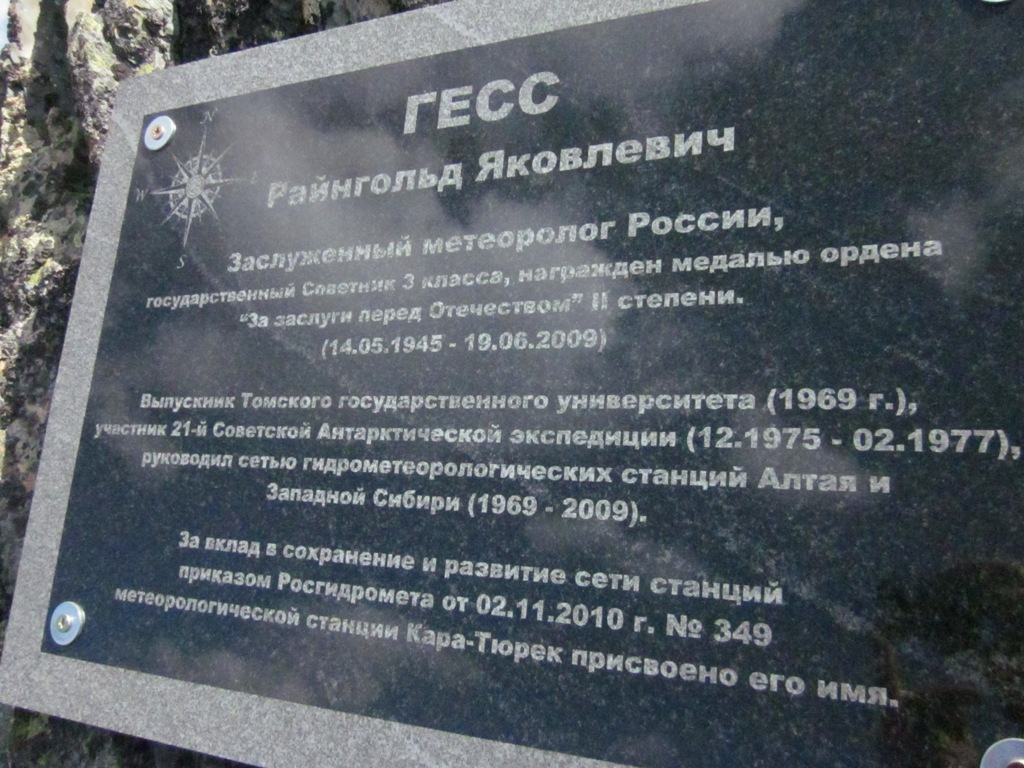
Мемориальная доска на метео станции «Каратюрек» в честь Гесс Р. Я.

Метеостанция Каратюрек (алт. кара — чёрный, јӱрек — сердце) — высокогорная метеостанция в России (2596 м — дом, 2596 м — барометр; 2600 — метеоплощадка), находится на территории Усть-Коксинского района Республики Алтай на склоне Катунского хребта, территория природного парка «Белуха».
Координаты 50°01′55″ с. ш. 86°27′04″ в. д. Синоптический индекс 36442.
Станция создана в 1939 году. Официально начала передавать информацию с 1 октября 1939 года. Перерывов в наблюдениях не было, работала в Великую Отечественную войну все время. Штат — пять человек. Одним из первых начальников метеостанции был Шабалин Роберт Михайлович (по национальному признаку арестован 6 июля 1943 года, приговорен к 10 годам). До ближайшего населённого пункта — посёлка Кучерла — 30 км. Находится в ведении Государственного Горно-Алтайского центра по гидрометеорологии и мониторингу окружающей среды (г. Горно-Алтайск). Метеоданные передаются через каждые 3 часа (8 раз в сутки) по радиосвязи или сотовой связи. 1 раз в месяц на станцию поднимается проводник-почтальон из с. Катанда, забирает все данные в бумажном виде. Снабжение станции производится вертолетом (обычно — осенью).
Метеостанция находится выше уровня леса, в «гольцовой» зоне. Скорость ветра нередко выше 40 м/с. Температура воздуха летом до +18 °C, зимой до −30 °C. В ясную погоду видна Уймонская долина и массив горы Белуха.
С 2007 года в районе станции работает сотовая связь (МТС и Билайн). В 2008 году произведён косметический ремонт станции. Имеется вертолетная площадка.
В ноябре 2010 года приказом Росгидромета станции присвоено имя Райнгольда Яковлевича Гесса. Гесс Р. Я. был заслуженным метеорологом, являлся заместителем начальника Западно-Сибирского управления, долгое время курировал труднодоступные метеостанции.24 сентября 2017 в Кара-Тюреке был рекордный минимум сентября −19,5° С, предыдущий абсолютный минимум сентября на посте был 29 сентября 2004 года −18,3° С и 25 сентября 1993 года −15,8° С, соседний метеорологический пост Ак-Кем тоже зарегистрировал рекорд холода для сентября −18,4° С.